# 1,3-Butadien
1,3-Butadien je jednostavan konjugovani dien sa formulom 46. On je važna industrijska hemikalija koja se koristi kao monomer u produkciji sintetičke gume. Reč butadien se najčešće odnosi na 1,3-butadien.
Ime butadien se takođe može odnosi na izomer, 1,2-butadien, međutim taj alen se teško priprema i nema industrijski značaj.

## Spoljašnje veze
- 1,3-Butadien
- Inventar zagađivača